# Moderata studenter (sektion)
Moderata Studenter (MST) är en sektion inom Moderata Ungdomsförbundet (MUF), avsedd för studenter på högskola, universitet och andra eftergymnasiala utbildningar. MST grundades 2008.
MST leds av en riksstyrelse (RS) bestående av en riksordförande, en vice riksordförande och fyra ledamöter. Riksordföranden är självskriven ledamot i MUF:s förbundsstyrelse. Nuvarande riksordförande (sedan mars 2024) är Simon Wallin.

## Historia
Moderata Studenter bildades som ett projekt initierat av MUF:s förbundsstyrelse. Hösten 2007 och våren 2008 genomförde MUF kampanjer på universitet och högskolor och nätverket Moderata Studenter bildades mellan MUF-föreningar verksamma vid högskolor. Representanter från föreningarna i nätverket samlades till ett konvent i Skärholmen den 23-24 augusti 2008, varvid stadgar för nätverket antogs. Det första riksårsmötet ägde rum i Nacka i januari 2009, då Caroline Garsbo valdes till MST:s första riksordförande.

### Lista över riksordförande
- 2009–2010: Caroline Garsbo
- 2010–2011: Erik Persson
- 2011–2012: Ida Drougge
- 2012–2014: Andréa Ström
- 2014–2016: Benjamin Dousa
- 2016–2018: Ina Djurestål
- 2018–2020: Greta Eulau
- 2020–2021: Lucas Ljungberg
- 2021–2022: Douglas Thor
- 2022–2024: Izabel Riedl
- 2024– : Simon Wallin

### Riksårsmöten
- 2009: Nacka
- 2010: Borås
- 2011: Örebro
- 2012: Västerås
- 2013: Mölndal
- 2014: Västerås
- 2015: Uppsala
- 2016: Linköping
- 2017: Eskilstuna
- 2018: Uppsala
- 2019: Linköping
- 2020: Lund (inställt på grund av covid-19-pandemin; riksårsmötet genomfördes digitalt)
- 2021: Solna (inställt på grund av covid-19-pandemin; riksårsmötet genomfördes digitalt)
- 2022: Lund
- 2023: Örebro
- 2024: Borås
- 2025: Uppsala

## Politik
Moderata studenter driver frågor som rör studenter före, under och efter högskolestudier. Bland dessa märks bland annat bostadsfrågan, studiekvalitet och jobb. Mer konkret jobbar MST för att avskaffa fribeloppet, enklare byggregler och fler lärarledda timmar i högre utbildning. 

## Riksstyrelsen
Riksstyrelsen som valdes vid riksårsmötet 2025:
- Simon Wallin, riksordförande
- Alexander Sandström, vice riksordförande
- Oliver Novak, ledamot
- Elin Björkman, ledamot
- Natalie Haddad, ledamot
- Tilda Kharazmi, ledamot

## Föreningar inom MST
- Moderata Studenter Borås (Högskolan i Borås) - Erik Barker
- Moderata Studenter Karlstad (Karlstads universitet) - Oscar Bergstrand
- Moderata Studenter Lund (Lunds universitet) - Alexandra Szybek
- Moderata Studenter Linköping (Linköpings universitet) - Amanda Haveus
- Moderata Studenter Uppsala (Uppsala universitet) - Oscar Furu
- Moderata Studenter Skövde (Högskolan i Skövde) - Elsa Peters
- Moderata Studenter Jönköping (Högskolan i Jönköping) - Tilda Kharazmi
- Moderata Studenter Växjö (Linnéuniversitetet) - Evelina Steinwall
- Moderata Studenter Umeå (Umeå universitet) - Edward Vestman
- Moderata Studenter Örebro (Örebro universitet) - Gabriel Lindblom Uddin
- Moderata Studenter Göteborg (Göteborgs universitet/Chalmers tekniska högskola) - William Storhaug
- Moderata Studenter Luleå (Luleå tekniska universitet) - Johanna Ekman
- Moderata Studenter Halmstad (Högskolan i Halmstad) - Lova Bresell
- Moderata Studenter Stockholms län - Elin Böhlin
- Moderata Studenter Malmö (Malmö universitet) - Alexander Fyhn Unander-Scharin
- Moderata Studenter Norrköping - Filip Morell
- Moderata Studenter Kalmar - Fredrik Nilsson
- Moderata Studenter Mittuniversitetet (Sundsvall) - Elin Granberg
- Moderata Studenter Mittuniversitetet (Östersund) - Samuel Hessling